# Manny Puig

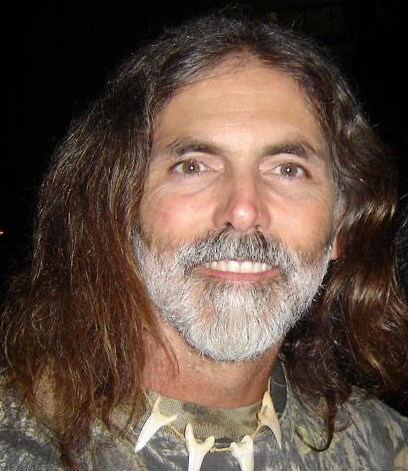
Manny Puig

Manny „Sharkman“ Puig (* 13. Februar 1954 in Kuba) ist ein US-amerikanischer Survivaltrainer und Entertainer kubanischer Abstammung.
Puig ist für seine Filmarbeiten und Nähe zu extrem gefährlichen Tieren wie Krokodilen, Haien, Schwarzbären und Alligatoren sowie seine Rollen in den TV-Sendungen Wildboyz und Jackass bekannt. Puig, der auch in den Filmen Jackass: The Movie und Jackass: Nummer Zwei mitspielte, begann in den späten 1990er Jahren seine Arbeit für das Fernsehen mit Unterwasser-Filmen von Alligatoren und Haien. Seine Aufnahmen wurden unter anderem im Outdoor Channel und dem Discovery Channel ausgestrahlt.
Neben eigenen Produktionen wie Savage Wild, welche 2009 in sieben Folgen auf dem Outdoor Channel ausgestrahlt wurde und fortgesetzt werden soll, oder Ultimate Predator, tritt er in diversen TV-Formaten zumeist als Experte auf. Einige Filme, wie Ultimate Predator, erschienen zusätzlich auch auf DVD.